# アコースティック楽器
アコースティック楽器（アコースティックがっき）は、電気的な増幅なしに演奏される楽器。

## 概要
ピアノ、アコースティック・ギターなどの、いわゆる生楽器を指す。
ただしPA機材が発達して以降は楽器本来の音色を活かしたまま増幅させることが可能になったため、エレクトリックアコースティックギターのように電気的に増幅させるアコースティック楽器も存在する。
電気楽器・電子楽器と対照して用いられることが多いため、文脈によってはそれらがほとんど普及していないトランペットなど管楽器に対しては用いないこともある。